# بوداپست ایرکرفت سرویس
بوداپست ایرکرفت سرویس (به انگلیسی: Budapest Aircraft Service) یک شرکت هواپیمایی است که در تاریخ ۱۹۹۱ میلادی تأسیس شده است. دفتر مرکزی بوداپست ایرکرفت سرویس در بوداپست، مجارستان واقع شده‌است و قطب این شرکت هواپیمایی در بوداپست، فرودگاه بین‌المللی بوداپست فرنتس لیست قرار دارد.